# Miguel Alfonso Herrero
Miguel Alfonso Herrero Javaloyas (n. 29 iulie 1988), cunoscut ca Míchel, este un fotbalist spaniol care evoluează la clubul Guanghzou R&F pe postul de mijlocaș ofensiv.